# Emil Baehrens
Paul Heinrich Emil Baehrens (* 24. September 1848 in Bayenthal bei Köln; † 26. September 1888 in Groningen) war ein deutscher klassischer Philologe.

## Leben
Emil Baehrens war der Sohn des Technikers und Fabrikanten Emil Justus Baehrens (gestorben 3. März 1852 in Köln im Alter von 29 Jahren) und dessen Ehefrau Anna Maria Adelheid Baehrens, geborene Hagen (1828–1867). Nach dem frühen Tod seines Vaters heiratete die Mutter 1857 den Arzt Gustav Adolf Hesse, der Emil Baehrens ein zweiter Vater wurde.
Ursprünglich sollte Emil Kaufmann werden, nach dem Besuch des Kölner Friedrich-Wilhelm-Gymnasiums, an dem er zu Ostern 1867 die Reifeprüfung ablegte nahm er aber schließlich ein Studium der klassischen Philologie an der Rheinischen Friedrich-Wilhelms-Universität in Bonn auf. Zu seinen akademischen Lehrern gehörten Jacob Bernays, Franz Bücheler, Friedrich Heimsoeth, August Reifferscheid, Franz Ritter und Anton Springer. Am meisten beeinflussten ihn Lucian Müller, bei dem er metrische und paläographische Übungen besuchte, sowie Otto Jahn und Hermann Usener, die ihn 1868 in das Philologische Seminar aufnahmen. 1870 bestand Baehrens das Oberlehrerexamen und wurde zum Dr. phil. promoviert. Von 1871 bis 1872 vertiefte er seine Studien an der Universität Leipzig beim Textkritiker Friedrich Ritschl. Anschließend unternahm er seine erste Bildungsreise, auf der er antike Handschriften in München, Mailand, Bologna, Pisa, Venedig, Florenz, Lucca, Siena, Rom und Neapel einsah. In Rom hielt er sich sechs Monate am Archäologischen Institut auf und knüpfte dort viele Kontakte.
Nach seiner Rückkehr im Herbst 1873 habilitierte sich Baehrens in Jena mit der Schrift De Sulpiciae quae vocatur satira, commentatio philologica. In den folgenden Jahren hielt er Vorlesungen und unternahm weitere Forschungsreisen: Von Januar bis April 1874 besuchte er die Bibliotheken zu Löwen, Brüssel und Paris, von März bis August 1875 Paris, London und Oxford. Im Sommersemester 1877 wurde er zum außerordentlichen Professor befördert, folgte aber noch im selben Jahr einem Ruf zum ordentlichen Professor an die Reichsuniversität Groningen. In den nächsten elf Jahren hielt er zahlreiche Vorlesungen und besuchte abermals die Bibliothek in London. In Groningen heiratete er die Tochter seines Kollegen Willem Hecker, Professor der Geschichte. Am 26. September 1888 erlag Baehrens im Alter von gerade vierzig Jahren nach 26 Tagen einem Hirnabszess. Eines seiner drei überlebenden Kinder war der klassische Philologe Wilhelm Baehrens.
Emil Baehrens lieferte als Frucht seiner Forschungsarbeit wichtige Editionen verschiedener lateinischer Autoren, darunter Catull (Analecta Catulliana mit einem Corollarium, Jena 1874. Edition bei Teubner, Leipzig 1876. Kommentar bei Teubner, 1885), die Panegyrici Latini (Leipzig 1874), Valerius Flaccus (C. Valeri Flacci Setini Balbi Argonauticon libri octo, Leipzig 1875), Statius (Silvae, Leipzig 1876), Tibull (Tibullische Blätter, Jena 1876. Edition bei Teubner, Leipzig 1878), Properz (Edition bei Teubner, Leipzig 1880), Horaz (Lectiones Horatianae, Groningen 1880), Tacitus (Dialogus de oratoribus, Leipzig 1881), Minucius Felix (Octavius, Edition bei Teubner, Leipzig 1886).
Sein größtes Unternehmen war die Ausgabe Poetae latini minores, die von 1879 bis 1883 in fünf Bänden beim Teubner-Verlag erschien. Sie wurde von 1910 bis 1923 von Friedrich Vollmer neu bearbeitet. Der erste Band erschien 1930 in einer Neubearbeitung von Willy Morel. Als Fortsetzung der Sammlung veröffentlichte Baehrens 1886 im Teubner-Verlag die Fragmenta poetarum Romanorum, die heute – in Nachfolge von Willy Morel und Karl Büchner – durch die Fragmenta poetarum Latinorum epicorum et lyricorum (praeter Enni Annales et Ciceronis Germanique Aratea) von Jürgen Blänsdorf (Berlin/New York 42011) abgelöst ist.